# Round Island-boa’s
Round Island-boa’s (Bolyeriidae) zijn een kleine familie van slangen.

## Naam en indeling
De wetenschappelijke naam van de groep werd voor het eerst voorgesteld door John Edward Gray in 1842. De familie telt slechts twee soorten, elk heeft zijn eigen (monotypische) geslacht.
Round Island-boa’s werden vroeger tot de reuzenslangen of boa's (Boidae) gerekend. Op grond van hun unieke anatomie, onder andere de gespleten kaak, zijn de twee soorten aan een aparte familie toegekend.

## Verspreidingsgebied
Beide soorten leven endemisch op de eilandengroep Mascarenen, meer specifiek op het eiland Round Island. Vroeger kwamen ze ook voor op Mauritius, maar zijn door toedoen van de mens uitgeroeid, voornamelijk door scharrelende varkens die hier werden uitgezet.

### Geslachten
De familie omvat de volgende geslachten, met de auteur en het verspreidingsgebied.
| Naam       | Auteur         | Verspreidingsgebied       |
| ---------- | -------------- | ------------------------- |
| Casarea    | Schlegel, 1837 | Mascarenen (Round Island) |
| † Bolyeria | Boie, 1827     | Mascarenen (Round Island) |